# Matilda Smith
Pour les articles homonymes, voir Smith.

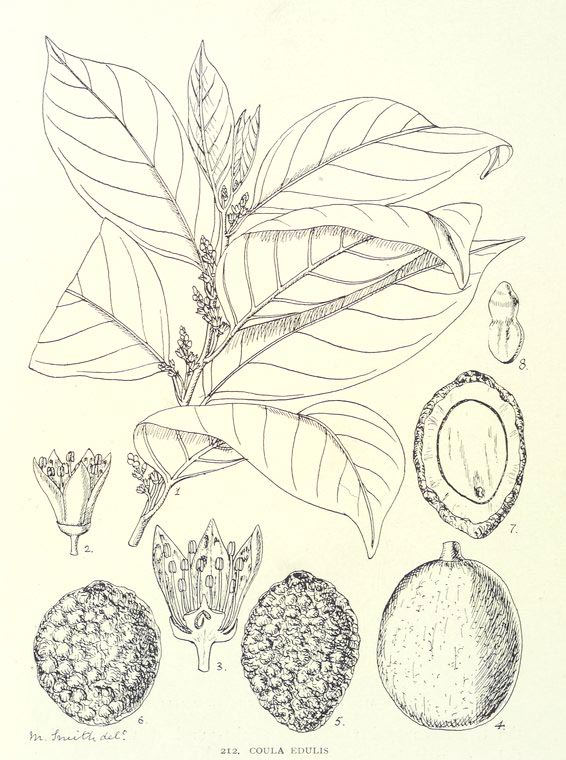
Coula edulis, planche botanique de Matilda Smith (1906)

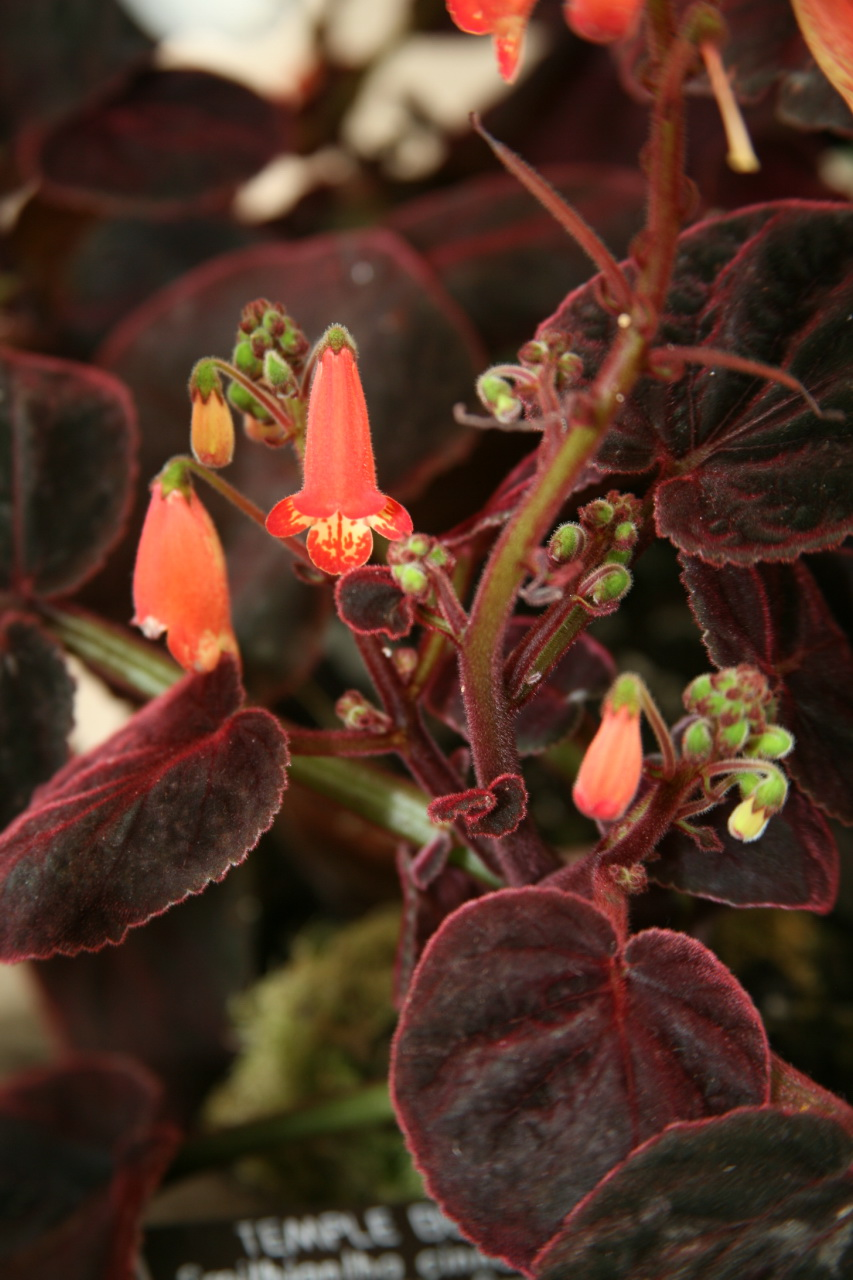
Smithiantha cinnabarina

Matilda Smith (1854-1927) est une illustratrice botanique britannique. Ses planches dessinées ont paru dans le Curtis's Botanical Magazine pendant plus de quarante ans.

## Biographie
Matilda Smith naît à Bombay le 30 juillet 1854 et arrive en Angleterre pendant son enfance. Elle est la petite-cousine du célèbre explorateur et botaniste anglais Joseph Dalton Hooker.
Lorsque l'artiste et lithographe Walter Hood Fitch (1817-1892) cesse, en 1877, d'illustrer le Curtis's Botanical Magazine édité par Hooker, ce dernier, qui est alors directeur des Jardins botaniques royaux de Kew, après avoir brièvement fait appel aux services de sa propre fille Harriet Anne, décide de recruter sa cousine Matilda dont le premier dessin paraît ainsi dans la revue en octobre 1878.
Instruite par Hooker et s'inspirant du style de Fitch, Matilda Smith réalise pour le magazine botanique environ 2 300 planches et en assure pratiquement seule les illustrations de 1887 à 1920. Elle collabore le plus souvent avec John Nugent Fitch, neveu du précédent Fitch, pour la partie lithographique. Les planches sont alors signées “M.S. del., J.N.Fitch lith.”.   Le dernier dessin de Matilda Smith pour le Curtis's Botanical Magazine est publié dans le numéro de février 1923.
Elle contribue aussi à illustrer l'ouvrage de Hooker, Icones Plantarum, avec plus de 1 500 planches ainsi que de nombreux autres livres dont notamment celui de George Watt consacré  aux  cotonniers (The Wild and Cultivated Cotton Plants of the World) paru en 1907 ou les «Illustrations de la flore de Nouvelle-Zélande» de Thomas Frederic Cheeseman (Illustrations of the flora of New Zealand).
Bien qu'ayant travaillé pour Kew pendant près de cinquante ans, elle n'est nommée artiste officielle qu'en 1898. Elle n'y est même employée qu'à temps partiel mais cela lui permet de poursuivre ses collaborations extérieures. Elle prend sa retraite en 1921. Elle devient cette même année la seconde femme à être élue sociétaire de la Linnean Society of London.

## Taxonomie
En l'honneur de Matilda Smith, Otto Kuntze (1843-1907) a nommé le genre Smithiantha de la famille des Gesneriaceae et Stephen Troyte Dunn (1868-1938) a créé l'espèce Smithiella myriantha (aujourd'hui Pilea spicata) de la famille des Urticaceae. 